# Artoksaro
Artoksaro (perz. Artahŝara, grč. Artoxares) je bio paflagonijski eunuh na perzijskom kraljevskom dvoru, te satrap Armenije tijekom vladavine Artakserksa I. i Darija II.
Prema povjesničaru Kteziju, Artoksaro je s 20 godina sudjelovao kao veleposlanik k pobunjenom satrapu Megabizu II. Veliki kralj Artakserkso I. i Megabiz II. pomirili su se 445. pr. Kr., no nedugo kasnije Megabiz je ponovo pao u nemilost kralja kada je prilikom lova bacio koplje na lava prije njegovog naređenog, što se smatralo uvredom odnosno kršenjem protokola. Nakon toga prognan je na obalu Perzijskog zaljeva. Artoksaro, koji je pomogao Megabizu II. da izgladi odnose s perzijskim vladarom, zbog otvorene potpore Megabizu nakon druge svađe prognan je na armenski dvor. Određeni povjesničari smatraju kako je Artoksaro imenovan armenskim satrapom, iako se to izričito ne spominje u Ktezijevim djelima.
Kada je Artakserkso I. umro 424. pr. Kr., njegovi sinovi Kserkso II., Sogdijan i Darije II. započeli su građanski rat u cilju da se domognu perzijskog prijestolja. Artoksaro je pritom zajedno s egipatskim satrapom Arsamom i zapovjednikom konjice Arbarijem podržavao Darija. Kada je Darije II. porazio svoju braću, Artoksaro je postao jednim od najvažnijih članova kraljevskog dvora. Ipak, oko 419. pr. Kr. Artoksaro je počeo kovati zavjeru protiv velikog kralja, zbog čega je pogubljen na zahtjev kraljice Parisatide. Artoksarovo spletkarenje odigralo se neposredno nakon pobuna Arsita i Artifija, te lidijskog satrapa Pisutna.
Artoksaro se spominje i u dokumentima trgovačke obitelji Murašu iz Nipura, gdje je oslovljen kao Artahšar. Prema tim izvorima, babilonijska imanja koja su ranije pripadala Manuštanu (Menostanu, pristalici Sogdijana) nakon Darijeve krunudbe pripala su u ruke Artoksara.
Pretpostavlja se kako je Artoksaro inspirirao grčkog književnika Aristofana koji u svom djelu „Vitezovi“ spominje paflagonijskog lika pod imenom Artoksaro.

## Poveznice
- Artakserkso I.
- Darije II.
- Arsam (princ)
- Parisatida

## Vanjske poveznice
- [neaktivna poveznica]
- Ktezije: „Persica“, 42.-43., 50. Arhivirana inačica izvorne stranice od 11. siječnja 2012. (Wayback Machine), 52. i 54.  Arhivirana inačica izvorne stranice od 16. listopada 2010. (Wayback Machine)